# Hell in a Cell 2019
Hell in a Cell (2019) was een professioneel worstel-pay-per-view (PPV) en WWE Network evenement dat geproduceerd werd door WWE voor hun Raw en SmackDown brand. Het was de 11e editie van Hell in a Cell en vond plaats op 6 oktober 2019 in het Golden 1 Center in Sacramento, Californië.

## Matches
| Nr. | Match | Winnaar(s)                           | Opmerkingen                                                                                  | Bron  |
| --- | --- | ------------------------------------ | -------------------------------------------------------------------------------------------- | ----- |
| 1p  | Natalya vs. Lacey Evans                                                                                    | Natalya                              | Een-op-een match. Natalya won door submission.                                               | [ 2 ] |
| 2   | Becky Lynch (c) vs. Sasha Banks                                                                            | Becky Lynch                          | Hell in a Cell match voor het WWE Raw Women's Championship. Becky Lynch won door submission. | [ 2 ] |
| 3   | Daniel Bryan & Roman Reigns vs. Erick Rowan & Luke Harper                                                  | Daniel Bryan & Roman Reigns          | Tornado Tag Team Match.                                                                      | [ 2 ] |
| 4   | Randy Orton vs. Ali                                                                                        | Randy Orton                          | Een-op-een match.                                                                            | [ 2 ] |
| 5   | The Kabuki Warriors (Asuka & Kairi Sane)vs. Alexa Bliss & Nikki Cross (c)                                  | The Kabuki Warriors                  | Tag Team Match voor het WWE Women's Tag Team Championship.                                   | [ 2 ] |
| 6   | The Viking Raiders (Ivar & Erik) en Braun Strowman vs. The O.C. (AJ Styles, Luke Gallows en Karl Anderson) | The Viking Raiders en Braun Strowman | Six-man tag team match.                                                                      | [ 2 ] |
| 7   | Chad Gable vs. King Corbin                                                                                 | Chad Gable                           | Een-op-een match.                                                                            | [ 2 ] |
| 8   | Charlotte Flair vs. Bayley (c)                                                                             | Charlotte Flair                      | Eén-op-één match voor het WWE SmackDown Women's Championship.                                | [ 2 ] |
| 9   | Seth Rollins (c) vs. "The Fiend" Bray Wyatt                                                                | Seth Rollins                         | Hell in a Cell match voor het WWE Universal Championship.                                    | [ 2 ] |